# Sazes do Lorvão
Sazes do Lorvão is een plaats (freguesia) in de Portugese gemeente Penacova en telt 814 inwoners (2001).